# 坂田靖子
坂田 靖子（さかた やすこ、1953年2月25日 - ）は、日本の漫画家。女性。
ポスト24年組の一人に数えられる。短編が多く、コメディからシリアスまで多岐にわたる。ユーモアとウィットに富んだ洒脱で粋な作風、ナンセンス性、ストーリー性、シンプルでコントラストのある独特の構図など評価が高い。同人界の初期から石川県で漫画研究会ラヴリを主宰し様々な影響を与えた。現在も石川県金沢市在住。

## 来歴
大阪府高槻市出身。幼児の頃から本が好きで、保育園に入る前にマンガを読み始めていたという。小学校に入る2年ほど前に、水野英子の少女漫画『星のたてごと』を読み感動。中学3年生の時に初めてマンガ友達ができ、漫画を描いて見せあうようになる。石ノ森章太郎の本で手書きの原稿を綴じて回し読みする「肉筆回覧誌」を知り、雑誌の読書コーナーでメンバーを募り20人ほどで活動を始め、中学3年生の時に漫画研究会ラヴリを創設。高校生の時16歳で初の肉筆回覧誌を発行。漫画の描き手を探し回り、17歳で花郁悠紀子と出会い大親友となる。
萩尾望都の熱烈なファンで、1971年（当時高校生18歳）の冬に、萩尾ら24年組の少女漫画家が集まって住んでいた通称・大泉サロン（大泉学園）を花郁悠紀子と共に訪問、その後夏に花郁と共に長期で滞在し食事や原稿の手伝いをする。漫画研究会ラヴリには、花郁悠紀子、橋本多佳子 (漫画家)、小沢真理、岡野史佳といったのちのプロ作家が参加し、地方都市金沢で活動しながら70年代後半には同人界で全国的に知られるレジェンド的存在となった。1975年、『花とゆめ』掲載の「再婚狂騒曲」でデビュー。デビュー時の編集長・小長井信昌は漫画界のベテランであったが、坂田のマンガはよくわからないが、読者は面白いと言っているので好きなように描くようにと言い、一般受けする学園ラブコメなどを描くよう強制することも全くなかった。坂田は深く尊敬する編集長のもとで自由に創作し、小長井が1976年に創刊した新雑誌『LaLa』に創刊メンバーとして参加。1979年から、ラヴリの同人誌が肉筆回覧誌からオフセット印刷になり、同人誌「ラヴリ」は1990年代初頭までに50冊弱刊行された。（ラヴリから「やおい」という言葉が生まれた。参考：やおい#やおいという言葉の誕生）白泉社との専属契約がおわると、1980年代から小学館『プチフラワー』、マガジン・マガジン『JUNE』、新書館『グレープフルーツ』、ペヨトル工房『銀星倶楽部』、朝日ソノラマ『DUO』、早川書房『SFマガジン』、潮出版社『コミックトム』、白泉社『MOE』など幅広い雑誌で活動。
2016年時点で金沢在住。2016年3月に銀座で初の個展を行う。

## 作風
デビュー前は今と異なり、少し悲しい話の方が多かった。『バジル氏の優雅な生活』の頃から、ユーモアのある、ウィットに富んだ作品が増える。坂田はこの変遷について、「最初の頃はよくわからなかったせいもありまして、しっとりした話だとか悲しい話とかにも惹かれたんですけど、だんだん年を取ってきますと、人生はけっこう楽しいなって（笑）。開き直ってきまして。」と語っている。
坂田曰く、依頼を貰う時に内容についての指定はほとんどなく、事前の打ち合わせも滅多になく、それぞれの雑誌の読者の好みに合わせて自由に描いているという。しかし、坂田の中では商業作品と同人作品は分かれており、あえて描き分けていた。『アモンとアスラエール』『ベル デアボリカ』のように自主的な制限もせず趣味で描いた作品は、最初自費出版や同人誌の形で本になり、その後単行本に収録されている。
イギリスを舞台にした小品が多く、また、無国籍なファンタジーから日本の怪談・説話を素地にした作品を描く。代表作にヴィクトリア朝イギリスが舞台の『バジル氏の優雅な生活』、『マーガレットとご主人の底抜け珍道中』などがある。海外が舞台の作品も多いが、海外旅行には全く行ったことがなく、想像だけで作品を作っている。主にコメディタッチの作風で知られるが、人間の複雑な心理面に迫る深刻な主題の作品も見られ、多種多様な作品を描く多才な作家である。（本人によると、シリアスな作品が少ないのは単純に依頼が少ないからとのこと。そのため、同人誌や自費出版の作品にはシリアスな物が多い）。シリアスな作品としては、『誇り高き戦場』（アラン・シリトー原作）、『パエトーン』、『桃の村』などがある。全体としては悲惨な結末や退廃的なラストは少なく、ユーモア・ナンセンス性があり、児童文学史研究家の土井安子は、坂田作品は失敗続きでも生きることを肯定しており、その点は児童文学と共通で、両方を好きな人も多いと述べている。萩尾望都は、坂田のユーモアとウィットに富んだ洒脱で粋な作風、ストーリー性、シンプルでコントラストのある独特の構図を高く評価しており、『ベル デアボリカ』を究極のラブストーリーと評してる。
「少年」という存在が好きで、『D班レポート』のような少年たちが活躍するコメディや、雑誌『JUNE』で連載したやおいテイストのあるショートショートもある。名画や芸術、テレビCMなど、現実のネタを作品に埋め込むのが好きで、今だったら編集部の許可が必要になるだろうが、東洋の伝統的な「以前にある素晴らしい完成度のものを下に敷いて、さらに二次的、三次的に膨らませて創作物を作っていく」という「本歌取り」の感覚を好んでいると述べている。

## 影響
深く影響を受けた漫画家は手塚治虫、水野英子、萩尾望都。ファンタジーでは、『メアリー・ポピンズ』と『ナルニア国物語』に特に大きな影響を受けた。映画好きで、中学生くらいから映画ばかり見ていた。ミュージカル映画が好きで、フレッド・アステアやジーン・ケリーなどの「ザッツ・エンタテインメント」系の作品群、当時の封切映画では「マイ・フェア・レディ」「サウンド・オブ・ミュージック」「メリー・ポピンズ」などを好む。アルフレッド・ヒッチコック、ウィリアム・ワイラー、デビッド・リーンも好きで、フェデリコ・フェリーニの映画にも一時期はまっていた。アジアものに関しては、NHKで放送された『遠野物語』のドキュメンタリー風の紹介番組や、当時のアジアブームでメディアで紹介された文化や物語の数々、手塚治虫『西遊記』、上田としこ『フイチンさん』の影響を受けているようだと述べている。また、落語や狂言のような笑いを好んでいる。RPGゲーマーとしても知られ、RPGの魔法使いから『ベル デアボリカ』が生まれた。

## 作品リスト

### 1970年代
- エルドンの夜（花とゆめコミックス）ISBN 9784592116127
- 夜のお茶会（花とゆめコミックス）ISBN 9784592116189
- おやすみまえの本（チェリッシュ・ブック）

- 青絹の風（花とゆめコミックス）
- ぼくらは優等生（花とゆめコミックス）（後、『D班レポート1』に改題） 
  - D班レポート2（花とゆめコミックス）ISBN 9784592110194
  - D班レポート3（花とゆめコミックス）完結 ISBN 9784592110200
  - D班レポート（白泉社文庫）ISBN 4-592-88390-X
- おばけ地帯（花とゆめコミックス）ISBN 9784592116325

- チャンの騎士たち（花とゆめコミックス）ISBN 9784592116349

### 1980年代
- バジル氏の優雅な生活1（花とゆめコミックス）ISBN 9784592113515
  - バジル氏の優雅な生活2（花とゆめコミックス）ISBN 9784592113522
  - バジル氏の優雅な生活3（花とゆめコミックス）ISBN 9784592113539
  - バジル氏の優雅な生活4（花とゆめコミックス）ISBN 9784592113546
  - バジル氏の優雅な生活5（花とゆめコミックス）ISBN 9784592113553
  - バジル氏の優雅な生活6（花とゆめコミックス）ISBN 9784592113560
  - バジル氏の優雅な生活7（花とゆめコミックス）ISBN 4-592-11357-8
  - バジル氏の優雅な生活8（花とゆめコミックス）ISBN 4-592-11358-6
  - バジル氏の優雅な生活9（花とゆめコミックス）完結 ISBN 9784592113591
  - バジル氏の優雅な生活1 愛蔵版（ジェッツコミックス）ISBN 4-592-13813-9
  - バジル氏の優雅な生活2 愛蔵版（ジェッツコミックス）ISBN 4-592-13814-7
  - バジル氏の優雅な生活3 愛蔵版（ジェッツコミックス）完結 ISBN 4-592-13815-5
  - バジル氏の優雅な生活1（白泉社文庫）ISBN 4-592-88251-2
  - バジル氏の優雅な生活2（白泉社文庫）ISBN 4-592-88252-0
  - バジル氏の優雅な生活3（白泉社文庫）ISBN 4-592-88253-9
  - バジル氏の優雅な生活4（白泉社文庫）ISBN 4-592-88254-7
  - バジル氏の優雅な生活5（白泉社文庫）完結 ISBN 4-592-88255-5
- ヒューイ・デューイ物語（花とゆめコミックス） ISBN 9784592116547

- ライラ・ペンション（花とゆめコミックス）ISBN 9784592116783
  - ライラ・ペンション ノーベル・マンション（白泉社文庫）ISBN 4-592-88391-8
- アモンとアスラエール（ペーパームーンコミックス）ISBN 9784403610271：同人誌として作られたものがほぼそのまま出版された[8]
- 兄弟仁義（ペーパームーンコミックス）らっぽり任侠版波津彬子編、共著
- 魔法圏（新書館）ISBN 9784403610417
- 闇夜の本1（サンコミックス）ISBN 9784257917267
  - 闇夜の本2（サンコミックス）ISBN 4-257-91787-3
  - 闇夜の本3（サンコミックス）ISBN 4-257-91825-X
  - 闇夜の本オリジナルアルバム（キングレコード）イメージアルバム
  - 闇夜の本1（ハヤカワ文庫）ISBN 4-15-030529-3
  - 闇夜の本2（ハヤカワ文庫）ISBN 4-15-030533-1
  - 闇夜の本3（ハヤカワ文庫）ISBN 4-15-030537-4
- 星食い（サンコミックス）ISBN 9784257917304
  - 星食い（ハヤカワ文庫）ISBN 4-15-030523-4
- フレドリック・ブラウンは二度死ぬ（朝日ソノラマ）橋本多佳子、波津彬子との共著 ISBN 9784257900474
  - フレドリック・ブラウンは二度死ぬ（講談社漫画文庫）橋本多佳子、波津彬子共著 ISBN 4-06-360432-2
- ライム博士の12か月（花とゆめコミックス） ISBN 9784592117025
  - ライム博士の12ヶ月（白泉社文庫）ISBN 4-592-88392-6
- 村野（ジェッツコミックス） ISBN 4-592-13033-2
  - 村野（白泉社文庫）ISBN 4-592-88384-5
- エレファントマン・ライフ（ジェッツコミックス）ISBN 4-592-13038-3
  - エレファントマン・ライフ（白泉社文庫）ISBN 4-592-88385-3
- 探偵ゲーム（ジェッツコミックス）ISBN 4-592-13042-1
  - 探偵ゲーム（白泉社文庫）ISBN 4-592-88386-1
- パエトーン（ペーパームーンコミックス）ISBN 9784403610530
  - バエトーン（ハヤカワ文庫）ISBN 4-15-030567-6
- 誇り高き戦場（朝日ソノラマ）デュオセレクション ISBN 4-257-90053-9
  - 誇り高き戦場（講談社漫画文庫）ISBN 4-06-360493-4
- ゾウアザラシかいに（チェリッシュ絵本館）ISBN 9784592820048

- ピーターとピスターチ（ジェッツコミックス）ISBN 4-592-13071-5
- マーガレットとご主人の底抜け珍道中1（プチフラワーコミックス）ISBN 4-09-178631-6
  - マーガレットとご主人の底抜け珍道中2（プチフラワーコミックス）ISBN 4-09-178632-4
  - マーガレットとご主人の底抜け珍道中3（プチフラワーコミックス）ISBN 4-09-178633-2
  - マーガレットとご主人の底抜け珍道中4（プチフラワーコミックス）ISBN 4-09-178634-0
  - マーガレットとご主人の底抜け珍道中5（プチフラワーコミックス）完結 ISBN 4-09-178635-9
  - マーガレットとご主人の底抜け珍道中 旅情篇（ハヤカワ文庫）ISBN 4-15-030581-1
  - マーガレットとご主人の底抜け珍道中 望郷篇（ハヤカワ文庫）ISBN 4-15-030584-6
- ノーベル・マンション（花とゆめコミックス） ISBN 9784592117698
- 月と博士（ジェッツコミックス）ISBN 4-592-13090-1
  - 月と博士（白泉社文庫）ISBN 4-592-88387-X
- 天花粉（希望コミックス）ISBN 4-267-90174-0
  - 天花粉（潮漫画文庫）ISBN 4-267-01571-6
- 花模様の迷路（ペーパームーンコミックス）ISBN 4-403-61100-1
  - 花模様の迷路（ハヤカワ文庫）ISBN 4-15-030559-5
- 女神の見た夢（朝日ソノラマ）ゲスト参加 ISBN 4-257-90079-2
  - 女神の見た夢（双葉文庫名作シリーズ）ゲスト参加 ISBN 4-575-72290-1
- 闇月王（ジェッツコミックス）ISBN 4-592-13118-5
  - 闇月王（白泉社文庫）ISBN 4-592-88388-8
- 吉祥花人ラクシュミー（ジェッツコミックス）佐藤史生責任編集アンソロジー ISBN 4-592-13112-6
- カヤンとクシ（希望コミックス）アジア変幻記1 ISBN 978-4267901751
  - カヤンとクシ（潮漫画文庫）アジア変幻記1 ISBN 4-267-01573-2
- マイルズ卿ものがたり（ペーパームーンコミックス）ISBN 4-403-61141-9
  - マイルズ卿ものがたり（ハヤカワ文庫）ISBN 4-15-030542-0
- 叔父様は死の迷惑（あすかコミックス）ISBN 9784049240221
  - 叔父様は死の迷惑（ハヤカワ文庫）ISBN 4-15-030574-9

- 塔にふる雪（希望コミックス）アジア変幻記2 ISBN 4-267-90176-7
  - 塔にふる雪（潮漫画文庫）アジア変幻記2 ISBN 4-267-01574-0
- バラエティ・ギフト（秋田書店）ISBN 4-253-10209-3
- チューくんとハイちゃん（アクションコミックス）ISBN 4-575-93129-2

- シマウマ（ジェッツコミックス）ISBN 4-592-13129-0
- 坂田靖子の本1 おばけや怪物の話（希望コミックス）ISBN 9784267012006
  - 坂田靖子の本2 夢とまぼろしのおはなし（希望コミックス）ISBN 4-267-01201-6
  - 坂田靖子の本3 てんやわんやのおはなし（希望コミックス）ISBN 4-267-01202-4
- ゾウの肩かけ（プリンセスコミックス）ISBN 4-253-07398-0
- 坂田靖子傑作集
  - パパゲーノ（偕成社）坂田靖子傑作集 ISBN 4-89594-305-4
  - 時間を我等に（早川書房）坂田靖子作品集 ISBN 4-15-203395-9
    - 時間を我等に（ハヤカワ文庫）ISBN 4-15-030506-4
- 引っ越していくあなたへ（角川グリーティングブック）ISBN 4-04-711022-1

### 1990年代
- ダンジョンズ&ドラゴンズ1（ワイドKC）ISBN 4-06-176581-7
  - ダンジョンズ&ドラゴンズ2（ワイドKC）完結 ISBN 4-06-176615-5
  - ダンジョンズ&ドラゴンズ（KCデラックス）ISBN 4-06-333977-7
- ビーストテイル（希望コミックス）ISBN 4-267-90199-6
  - ビーストテイル（潮漫画文庫） ISBN 4-267-01572-4
- 黄金の梨1（プリンセスコミックス）ISBN 4-253-07721-8
  - 黄金の梨2（プリンセスコミックス）ISBN 4-253-07722-6
  - 黄金の梨3（プリンセスコミックス）ISBN 4-253-07723-4
  - 黄金の梨4（プリンセスコミックス）完結 ISBN 4-253-07724-2
- 水の森綺譚1（偕成社）ISBN 9784030143500
  - 水の森綺譚2（偕成社）ISBN 9784030143609
  - 水の森綺譚3（偕成社）ISBN 9784030143708
  - 水の森綺譚4（偕成社）ISBN 9784030143807
  - 水の森紀譚1（潮漫画文庫）ISBN 4-267-01627-5
  - 水の森紀譚2（潮漫画文庫）ISBN 4-267-01628-3
  - 水の森紀譚3（潮漫画文庫）ISBN 4-267-01629-1
  - 水の森紀譚4（潮漫画文庫）ISBN 4-267-01630-5
  - 水の森紀譚5（潮漫画文庫）ISBN 4-267-01631-3
- GIRLS MANEERS BOOK（グンゼ）非売品

- 珍見異聞1 芋の葉に聴いた咄（希望コミックス）ISBN 4-267-90221-6
  - 珍見異聞2 磯の貝に聴いた咄（希望コミックス）完結 ISBN 4-267-90244-5
  - 珍見異聞1 芋の葉に聴いた咄（潮漫画文庫）ISBN 4-267-01575-9
  - 珍見異聞2 磯の貝に聴いた咄（潮漫画文庫）ISBN 4-267-01576-7
- アリス・ブック1 新作集（新潮コミック）アンソロジー ISBN 4-10-603026-8
  - アリス・ブック2 名作集（新潮コミック）アンソロジー ISBN 4-10-603027-6

- 水の片鱗 マクグラン画廊（ジェッツコミックス）ISBN 4-592-13149-5
  - 水の片鱗 マクグラン画廊（白泉社文庫）ISBN 4-592-88389-6
- チューくんとハイちゃん（ジュールコミックス）ISBN 4-575-33135-X
  - チューくんとハイちゃん（双葉文庫）ISBN 4-575-72260-X
- ビギン・ザ・ビギン1（ミッシィコミックス）ISBN 4-391-91405-0
  - ビギン・ザ・ビギン2（ミッシィコミックス）ISBN 9784391914719
  - 常夏DEサンバ（ミッシィコミックス）新ビギン・ザ・ビギン ISBN 4-391-91581-2（ISBN 4872871146）
  - ビギン・ザ・ビギン1（潮漫画文庫）ISBN 4-267-01647-X
  - ビギン・ザ・ビギン2（潮漫画文庫）ISBN 4-267-01648-8
  - ビギン・ザ・ビギン3（潮漫画文庫）ISBN 4-267-01649-6
  - ビギン・ザ・ビギン4（潮漫画文庫）ISBN 4-267-01650-X

- ショート不思議ストーリーズ
  - 記念写真（ジュールコミックス）ショート不思議ストーリーズ ISBN 4-575-33158-9
  - 記念写真（双葉文庫）ショート不思議ストーリーズ ISBN 4-575-72410-6
  - 怪奇体験談（ジュールコミックス）ショート不思議ストーリーズ ISBN 4-575-33208-9
- 初期傑作集
  - エルドンとジムと（ジェッツコミックス）初期傑作集 ISBN 4-592-13791-4
  - きのうとあしたと（ジェッツコミックス）初期傑作集 ISBN 4-592-13792-2
  - おばけとネコと（ジェッツコミックス）初期傑作集 ISBN 4-592-13793-0

- キムチ（ジェッツコミックス）ミステリ－短編集 ISBN 4-592-13158-4
- パスタ野郎（ジェッツコミックス）ISBN 4-592-13159-2
- くされ縁（マガジン・マガジン）ISBN 4-906011-03-9
- 半熟少年（マガジン・マガジン）ISBN 4-906011-14-4

- 伊平次とわらわ1（希望コミックス）ISBN 4-267-90276-3
  - 伊平次とわらわ2（希望コミックス）完結 ISBN 4-267-90288-7
  - 伊平次とわらわ1（潮漫画文庫）ISBN 4-267-01577-5
  - 伊平次とわらわ2（潮漫画文庫）ISBN 4-267-01578-3
- ダンジョン狂騒曲（ソフトバンク）ISBN 4-7973-0124-4
- 自選作品集
  - 階段宮殿（文春文庫ビジュアル版）自選作品集 ISBN 4-16-811041-9
  - ハリーの災難（文春文庫ビジュアル版）自選作品集 ISBN 4-16-811042-7
- THE X FILES 2 海の彼方に（少年キャプテンコミックススペシャル）漫画化 ISBN 4-19-830115-8

- てかてかアイランド（ミッシィコミックス）ISBN 4-87287-181-2
- よなきうどん（マガジン・マガジン）ISBN 4-906011-26-8

- 緑が丘3丁目（ジュールコミックス）不思議TOWNストーリー ISBN 4-575-33227-5
  - 緑が丘3丁目（双葉文庫）ISBN 4-575-72484-X

- バスカビルの魔物（早川書房）ミステリコミック集 ISBN 4-15-208229-1
  - バスカビルの魔物（ハヤカワコミック文庫）ISBN 9784150308667
- 堤中納言物語（中央公論新社）マンガ日本の古典7 ISBN 4-12-203527-9

### 2000年代
- タイニーポムポム（プチフラワーコミックス）ISBN 4-09-178636-7

- イソップ扁桃腺（希望コミックス）ISBN 4-267-90365-4
- 珍犬デュカスのミステリー（ジュールコミックス）ISBN 4-575-33246-1
  - 珍犬デュカスのミステリー2（ジュールコミックス）ISBN 4-575-33297-6
  - 珍犬デュカスのミステリー1（双葉文庫）ISBN 978-4-575-72715-9 6月16日発売
  - 珍犬デュカスのミステリー2（双葉文庫）ISBN 978-4-575-72716-6 6月16日発売

- サカタ荘221号室（PHP研究所）ISBN 4-569-61991-6

- デル・カント・バジェット（スクウェア・エニックス）ISBN 9784757508620

- 海に行かないか（朝日新聞出版）ISBN 978-4022140197 4月7日発売
- たぷたぷだいあり（朝日新聞出版）ISBN 978-4022140203 5月7日発売
- クリスマス・キャロル（光文社）ISBN 978-4-334-90162-2 11月27日発売

### 2010年代
- ベル デアボリカ1（朝日新聞出版）ISBN 978-4-02-214042-5 6月4日発売：1998年に制作を開始し、2000年に自費出版された作品[8]
  - のちの物語　１ (夢幻燈コミックス)  ISBN 978-4596743152、ハーパーコリンズ・ ジャパン、10月23日発売：『ベル デアボリカ』の続編
- 坂田靖子よりぬき作品集
  - サカタ食堂　坂田靖子よりぬき作品集 ISBN 978-4861768057、ジャイブ、11月6日発売
  - へだたり 坂田靖子よりぬき作品集 (ピュアフルコミックス)   ISBN 978-4861768170 ジャイブ 1月27日発売
  - オレンジとレモン　坂田靖子よりぬき作品集 (ピュアフルコミックス) ISBN  978-4861768439、ジャイブ、6月7日発売
  - サカタさんのおばけ屋敷―坂田靖子よりぬき作品集 (ピュアフルコミックス)  ISBN 978-4861768873、ジャイブ、3月7日発売

- 変人探偵エム
  - サタニックブランチ 変人探偵エム (ジュールコミックス)  ISBN 978-4575335071、双葉社、3月35日発売
  - ゴブリンズ・ライ 変人探偵エム (ジュールコミックス)   ISBN 978-4575336184 双葉社 1月16日発売
  - ランプシェード 変人探偵エム (ジュールコミックス)   ISBN 978-4575337303 双葉社 8月17日発行

- ツビッキーコレクション①（ジュールコミックス）　ISBN　978-4575337976　双葉社　
  - ツビッキーコレクション②（ジュールコミックス）　ISBN　978-4575338300　双葉社　11月17日発行
  - ツビッキーコレクション 3（ジュールコミックス）　ISBN　978-4575338676　双葉社　1月17日発行
- 坂田靖子のクリスマス☆マニア！　ISBN　978-4309291161　河出書房新社　11月30日発行

- 一応探偵局 1巻（ジュールコミックス）　ISBN 978-4575339062　双葉社　1月17日発行
  - 一応探偵局 2巻（ジュールコミックス）　ISBN 978-4575339383　双葉社　1月17日発行
  - 一応探偵局 3巻（ジュールコミックス）　ISBN 978-4575339703　双葉社　3月17日発行

### その他
- 「闇夜の本」オリジナル・アルバム（キングレコード）K28G-7232 1985年1月21日発売
- 『こどもの詩』川崎洋 編、文春新書、2000年 挿画少数
- 『総特集 坂田靖子 ふしぎの国のマンガ描き』 河出書房新社、2016年

### アンソロジー
- さだまさし やさしさの風景（チェリッシュ・ブック）アンソロジー形式、イラスト参加
- リカの想い出 永遠の少女たちへ（ネスコ）アンソロジー ISBN 4-89036-703-9
- ねこミックス1（コミックねこだけアンソロジー）アンソロジー ISBN 4-87287-835-3
  - ねこミックス2（コミックねこだけアンソロジー）アンソロジー ISBN 4-87287-836-1
  - ねこミックス3（コミックねこだけアンソロジー）アンソロジー ISBN 4-87287-837-X
- 猫のファンタジー（幻冬舎コミックス）アンソロジー ISBN 4-344-80295-0
  - 猫のファンタジー2（幻冬舎コミックス）アンソロジー ISBN 4-344-80368-X
- 風と雲と犬たちに（幻冬舎コミックス）アンソロジー ISBN 4-344-80397-3

- 花のミステリー（あおば出版）アンソロジー ISBN 4-87317-632-8
- 星のミステリー（あおば出版）アンソロジー ISBN 4-87317-661-1

- 無駄知識王（幻冬舎コミック）アンソロジー ISBN 978-4-344-81129-4
- ラブストーリーセレクション3眠れぬ夜をこえて（ポプラ社）赤木かん子編 はいずみ（堤中納言物語）再録 ISBN 978-4-591-10135-3
- ラブストーリーセレクション5恋のかけひき（ポプラ社）赤木かん子編 貝合（堤中納言物語）再録 ISBN 978-4-591-10137-7
- ホラーセレクション6ホームスイートホラー（ポプラ社）赤木かん子編 予知夢（珍犬デュカスのミステリー）再録 ISBN 4-591-09077-9
- あなたのための小さな物語3ロマンティック・ストーリーズ（ポプラ社）赤木かん子編 春の磯（磯の貝に聴いた咄）再録 ISBN 4-591-06759-9
- あなたのための小さな物語11自立（ポプラ社）赤木かん子編 虫めづる姫君（堤中納言物語）再録 ISBN 4-591-07148-0

## 関連人物
- 花郁悠紀子:漫画家、漫画研究会ラヴリの会員[7]、波津彬子の姉、坂田の親友
- 波津彬子:漫画家、ラヴリの会員、坂田の元アシスタント[7]
- 橋本多佳子 (漫画家):漫画家、ラヴリの会員[7]
- ささやななえこ:デビューしたばかりのささやに手紙を出し、文通していた[8]